# Cầu Yên Bái
Cầu Yên Bái là một cây cầu bắc qua sông Hồng trên Quốc lộ 37 tại thành phố Yên Bái, tỉnh Yên Bái, Việt Nam.
Cầu nằm ở trung tâm thành phố Yên Bái, nối liền hai phường Hồng Hà và Hợp Minh. Đây là cây cầu đầu tiên bắc qua sông Hồng trên địa bàn tỉnh Yên Bái.
Cầu Yên Bái được xây dựng theo công nghệ cũ với kết cấu dàn thép, có chiều dài 305 m, chiều rộng là 12,5 m. Công trình được khởi công vào ngày 3 tháng 1 năm 1990 và được khánh thành vào ngày 30 tháng 12 năm 1992.